# ФК Буковица
НК Буковица је некадашњи фудбалски клуб из Кистања, основан 16. септембра 1969. године. Након грађанског рата у Хрватској и протеривања Српског становништва, клуб је 1995. угашен.

## Историја
Први председник био је Стево Перић, а први секретар Стеван Безбрадица и благајник Предраг Мажибрада одрађивали су сав административни посао клуба. Први тренер новооснованог клуба био је Саво Бјелановић, а прву поставу регистрованих играча чинили су: Стеван Безбрадица, Душан Баљковић, Душан Малешевић, Илија Мирчета, Душан Лалић, Петар Мацура, Јовица Угрчић, Свето Крнета, Никола Рељић, Сава Лалић, Рајко Лалић, Дуле Бјелановић, Рајко Бјелановић, Остоја Безбрадица, Мирко Тишма, Ђорђе Крнета, Миле Траживук, Миле Манојловић и остали.
НК Буковица се у сезони 1969/70. укључила у такмичење Шибенског ногометног подсавеза. Била је то лига која је окупљала фудбалске клубове са подручја тадашњих општина Шибеник, Дрниш и Книн. Од 1969. до 1978. године клуб се такмичи у оквиру првенства Ногометног подсавеза Шибеник са променљивим успехом. Врло је важно да је континуитет бављења фудбалским спортом у Кистањама успостављен.
У том периоду од обичне ливаде на којој се некад садио дуван, почео се профилисати популарни стадион Ћутиница, по којем ће Кистање бити препознатљиве.
Око 1973. године започиње акција за изградњу клупских просторија на игралишту. Убрзо је саграђена зграда, која је имала две свлачионице са купатилима, просторију за судије и економат. Пошто се показало да је то било недовољно за озбиљан рад, већ следеће године долази до проширења зграде и доградње још једне просторије. Та просторија постаје клупски репрезентативни простор, који је служио за пријем гостију и разне радне састанке, а ту су обављани и записници са утакмица.
После десетак година такмичења у најнижем рангу показало се да је дошло време за веће подухвате. У сезони 1977/78. за тренера је постављен амбициозни Никола Милић. Он је успоставио озбиљан рад, довео пар играча из Книна и започео пут ка вишим фудбалским дометима.
Клуб је имао омладинску ногометну школу у Биовичином селу и Ђеврскама, те 95 активних играча разног узраста.

## Успеси
- Далматинска лига
Освајач: 1986/87.

## Занимљивости
- У Кистањама 29. јануара 1979. године одржана пријатељска НК Буковица - НК Хајдук Сплит. Меч је прекинут при резултату 0:0 због невремена (киша, бура).
- Августа 1980. године на стадиону почела изградња трибина.
- На самом терену је постојала легендарна литица која се налазила на страни терена контра свлачионица, отприлике на висини шеснаестерца.
- "Златни гол" Миће Лемеша 1977. године у победи у Бибињама оверио је пласман Буковице у Далматинску Зону, након што је у реваншу у Кистањама било 0:0. Само пар година касније, 31. маја 1981. године нерешено (1:1) против Слоге из Мравинаца уводи Буковицу у Хрватску лигу.